# Stevie Woods
Stevie Woods (vollständiger Name: Joseph Stephen Woods junior; * 2. Juli 1951 in Chatham (Virginia), Vereinigte Staaten; † 28. Januar 2014 in Berlin) war ein US-amerikanischer Rhythm-and-Blues- und Soul-Sänger.

## Leben und Wirken

### Privates
Stephan „Stevie“ Woods wurde am 2. Juli 1951 als Sohn des bekannten US-Jazz-Musikers Rusty Bryant in Chatham, Virginia geboren. Am Austin Community College machte er seine Schulabschluss und war anschließend bei den US-Marines.
Von den 1970er- bis in die 1980er-Jahre war er mit der Hollywood-Schauspielerin Cheri Woods, geborene Lewis, verheiratet. 1985 kam die gemeinsame Tochter Tiana Woods zur Welt. Sie ist in Los Angelas als Sängerin und Komponisten aktiv und ebenfalls Frontfrau bei der Band Varna.
Woods Ehefrau Cheri veröffentlichte 2001 in Eigenregie eine Art Autobiographie mit dem Titel Death Row Madam: Exposing Sex and Drugs in the Entertainment Industry, in dem sie auch über ihre Ehe mit Woods schreibt. Demnach war Woods auch ein Cousin des amerikanischen Schauspielers Philip Michael Thomas.
Stevie Woods, der an Diabetes erkrankt war, starb am 28. Januar 2014 in einem Berliner Hotel allem Anschein nach an einem Zuckerschock, den er während des Schlafes erlitt, und wurde erst am nächsten Tag tot in seinem Hotelzimmer aufgefunden. Woods wurde 62 Jahre alt und hinterließ eine Frau mit zwei Töchtern (10, 19) sowie zwei erwachsene Kinder aus früheren Beziehungen.

### Karriere
In den späten 1970er-Jahren wurde Stevie Woods Mitglied der Funk-Band Crowed Pleasers.
Seine nennenswerte Karriere begann aber erst am Anfang der 1980er-Jahre, als er bei der Plattenfirma Cotillion Records einen Vertrag unterschrieb und dann schon nach kurzer Zeit dort 1981 sein erstes Album Take Me to Your Heaven veröffentlichen konnte. Die Platte war nur ein mittlerer Erfolg. Die ausgekoppelten Singles Steal the Night und Just Can’t Win ’Em All schafften es jedoch bis in die Top-40 der Billboard Hot 100, was unter anderem sicher auch an der hochkarätigen Background-Besetzung, beispielsweise mit Ray Parker, Jr. oder Steve Lukather von Toto, sowie am Erfolgsproduzenten Jack White festgemacht werden konnte. Trotzdem konnte Woods auf diesen Erfolg nicht nachhaltig aufbauen – weder mit dem 1982 erschienenen Album The Woman in my Life noch mit seinem letzten Album Attitude von 1983, welche beide dennoch eine solide Arbeit darstellten und auch einen künstlerischen Entwicklungsprozess durchhören ließen.
Woods zog anschließend dauerhaft nach Europa. Ihm gelang in Deutschland recht bald der Start einer zweiten Karriere als Musicaldarsteller in Starlight Express. Parallel dazu veröffentlichte er im Laufe der Jahre immer wieder einzelne Singles, unter anderem auch mit erwähnenswerten Coverversionen, von denen aber keine den Sprung in die deutschen Hitparaden schaffte. Der Johnny-Nash-Song Rock me Baby von 1986 ist hierfür ein Beispiel.
Im Jahr 2010 veröffentlichte das Label Wounded Bird Records Neuauflagen seiner 3 Alben aus den frühen 1980er-Jahren, die bis dahin schon lange vergriffen waren. Darüber hinaus produzierte Wood im Sommer 2011 ein neues Studioalbum mit dem Titel Quiet Storm mit einigen neuen Songs und Neuaufnahmen einiger seiner alten Songs. Dieses Album war nur als Internet-Download erhältlich. Auch diesmal ließ ein Charterfolg vergeblich auf sich warten.
Seit Mitte der 1990er-Jahre war Woods als Künstler bei der Show Stars in Concert tätig, die seit vielen Jahren im Estrel-Hotel in Berlin läuft. In den Jahren vor seinem Tod war er auch mit Schlager-Legende Udo Jürgens auf Tour.

## Diskografie

### Studioalben
| Jahr | Titel                  | Höchstplatzierung, Gesamtwochen, AuszeichnungChartsChartplatzierungen (Jahr, Titel, Platzierungen, Wochen, Auszeichnungen, Anmerkungen) | Anmerkungen                         |
| Jahr | Titel                  | US | Anmerkungen                         |
| ---- | ---------------------- | --- | ----------------------------------- |
| 1981 | Take Me to Your Heaven | US153 (25 Wo.)US | Erstveröffentlichung: Dezember 1981 |

Weitere Veröffentlichungen
- 1982: The Woman in My Life
- 1983: Attitude
- 2011: Quiet Storm

### Singles
| Jahr | Titel Album                                   | Höchstplatzierung, Gesamtwochen, AuszeichnungChartsChartplatzierungen (Jahr, Titel, Album, Platzierungen, Wochen, Auszeichnungen, Anmerkungen) | Anmerkungen                          |
| Jahr | Titel Album                                   | US | Anmerkungen                          |
| ---- | --------------------------------------------- | --- | ------------------------------------ |
| 1981 | Steal the Night Take Me to Your Heaven        | US25 (21 Wo.)US | Erstveröffentlichung: September 1981 |
| 1982 | Just Can’t Win ’Em All Take Me to Your Heaven | US38 (12 Wo.)US | Erstveröffentlichung: Januar 1982    |
| 1982 | Fly Away Take Me to Your Heaven               | US84 (2 Wo.)US | Erstveröffentlichung: Mai 1982       |

Weitere Singles
- 1982: Woman in My Life
- 1983: Ain’t That Peculiar